# Jacques Philippe Morisot-Gratte-Pain
Pour les articles homonymes, voir Morisot.
Jacques Philippe Morisot-Gratte-Pain est un homme politique français né le 30 mai 1754 à Arthonnay (Yonne) et mort le 15 octobre 1823 à Balnot (Aube).
Son patronyme est Grattepain. Morizot est le nom de sa mère.
Avocat, maire de Balnot, il est député de l'Aube de 1803 à 1807.

## Sources
- « Jacques Philippe Morisot-Gratte-Pain », dans Adolphe Robert et Gaston Cougny, Dictionnaire des parlementaires français, Edgar Bourloton, 1889-1891 [détail de l’édition]